# Франтішка Врбенська
Франтішка Врбенська (чеськ. Františka Vrbenská, 25 липня 1952, Прага) — чеська письменниця-фантастка й автор фентезі.

## Біографія
У 1979 році Франтішка Врбенська (уроджена Беєрова) отримала звання доктора філософії. на факультеті мистецтв Карлового університету з інформатики та бібліотекознавства. З 1985 по 1991 рік завідувала бібліотекою Інституту управління і в нині працює бібліотекарем програми охорони національних фондів Національної бібліотеки Чеської Республіки. Окрім фантастичних оповідань, вона пише й фахові дослідження в галузі наукової інформації та бібліотечної справи. Одружена з 1978 року, разом із чоловіком виховує двох дітей.
Перше фантастичне оповідання Франтішка Врбенська написала під впливом читання вже в 11 років. У кінці 60-х років ХХ століття вона видавала шкільний журнал з вигаданими сенсаційними окультними повідомленнями, наприклад святкування прибуття інопланетян. У середині 80-х років ХХ століття було опубліковано ряд її науково-фантастичних оповідань у різних періодичних виданнях (зокрема «Золотий фараон 2034», «У четвер буде кінець світу» та «Час має зуби змії»). Перша частина її історичного фентезі «Лабіринт опівнічного дракона» — «Король у глибині опівночі» було написано ще в 1991 році. За цей твір Франтішка Врбенська у 1995 році отримала перемогу в конкурсі на найкраще фентезі в 1995 році від Клубу Жуля Верна, але роман був опублікований лише в |1998 році. Також Франтішка Врбенська брала участь у виданні роману в трьох частинах «Час замків у Богемії» з історичними сюжетами та елементами фентезі.
Франтішка Врбенська також активно бере участь у фандомі та часто читає лекції на з'їздах фанів. За свою працю і внесок у розвиток жанру фентезі на фандомі «Parcon» у 2008 році в Плзені вона була нагороджена призом «Ньют» за заслуги від чеських фанів фантастики.

## Вибрана бібліографія

### Романи
- Час замків у Богемії, 1994—1996, і 1997—1998, у співавторстві
- Лабіринт опівнічного дракона фентезійна трилогія :
  - Король у глибині опівночі, 1998
  - Кам'яний водоспад, 1998
  - Вежа мовчання, 2000
- Тінь синього бика, 2001
- Вогонь у папороті, 2004, разом із Мирославом Захаріашем, роман із циклу «Марк Стоун»
- Вітер у соснах, 2009
- Наганці та маки, Тритон, Прага 2011, вісімнадцята частина серії про агента Джона Кеннеді .

### Оповідання
- «Золотий фараон 2032» (1983), «Кінець світу буде в четвер» (1984) і «Час має зуби змії», науково-фантастичні оповідання, які друкувалися в різних періодичних виданнях у 1980-х роках,
- Хвилі і камінь, 1999
- Полювання на кришталеві блискавки, 2000
- Сліди на вітрі, 2001
- Яструбина зірка, 2001
- Дві живі на додаток до 2001
- Рудий кіт, чорний пес, 2002
- Трон з річкового туману, 2002
- Одному любов, іншому смерть, 2003
- Вогонь у кістках, попіл в очах, 2004
- Перш ніж смерть дозріла, 2005
- Каламутні вири Рену, 2006
- Тиха літня гра, 2007
- Тиха ніч, свята ніч, 2009
- Іди і запитай тигра, 2009, разом з Якубом Д. Кочі
- Дракони снів, дракони жахів, 2010
- Часу мало, вода йде, 2011
- Я повинен боятися, 2012
- У старій хаті темні вікна, 2012